# 10년 화산
10년 화산(영어: Decade Volcanoes)이란 국제 화산학 및 지구내부화학협회(IAVCEI)가 대규모로 파괴적인 분화 역사와 인구 밀집 지역과의 근접성을 고려해 특별히 연구할 가치가 있다고 판단한 16개 화산을 가리킨다. 10년 화산 프로젝트는 화산과 그 위험성에 대한 이해를 높이고 자연재해의 피해 심각성을 줄이기 위해 위 화산에 대한 연구와 시민의 의식 제고 운동을 지원하고 있다.
1990년대 유엔이 후원하는 국제 자연재해 경감 10년(IDNDR)의 일환으로 시작된 프로젝트라 여기서 이름을 따서 "10년 화산"이란 이름이 붙여졌다.
이 목록의 화산이 등재되러면 화산이 한 가지 화산적 위험(10년 화산 인근에 거주하는 주민이 테프라 낙하, 화산쇄설류, 용암, 화산이류, 화산 구조물 불안정, 종상 화산의 붕괴 등을 겪음)이 있을 것, 최근 지질학적 활동이 있을 것, 인구 밀도가 높은 지역에 있을 것(10년 화산이 분화할 경우 수만 혹은 수십만명을 위협할 수 있으므로 화산 위험 완화가 매우 중요한 경우), 연구를 위해 정치적, 물리적으로 접근이 용이할 것, 현지의 지원이 있을 것 등이 있다.

## 프로그램 목적

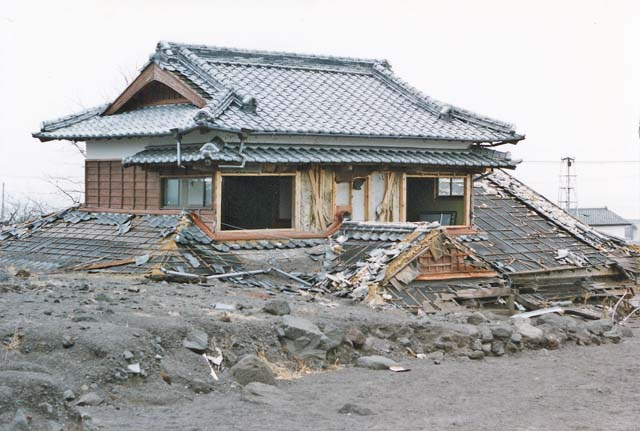
일본의 운젠산 분화로 파괴된 주택 모습

10년 화산 프로젝트의 일반적인 접근방식은 계획 워크숍을 소집해 화산 각각의 위험 완화법에 대한 강점과 약점을 파악하고 파악한 약점을 해결할 방법을 계획하는 것이다. 화산의 위험을 완화하는데 직면한 어려움 중 하나는 지구과학자와 완화조치를 시행하는 현장 인사가 서로 충분히 소통할 수 있냐는 문제이며 10년 화산 계획은 이를 위해 10년 화산 워크숍에 양쪽 사람들이 모두 참여하도록 유도해 이 문제를 해결했다.

## 자금 지원

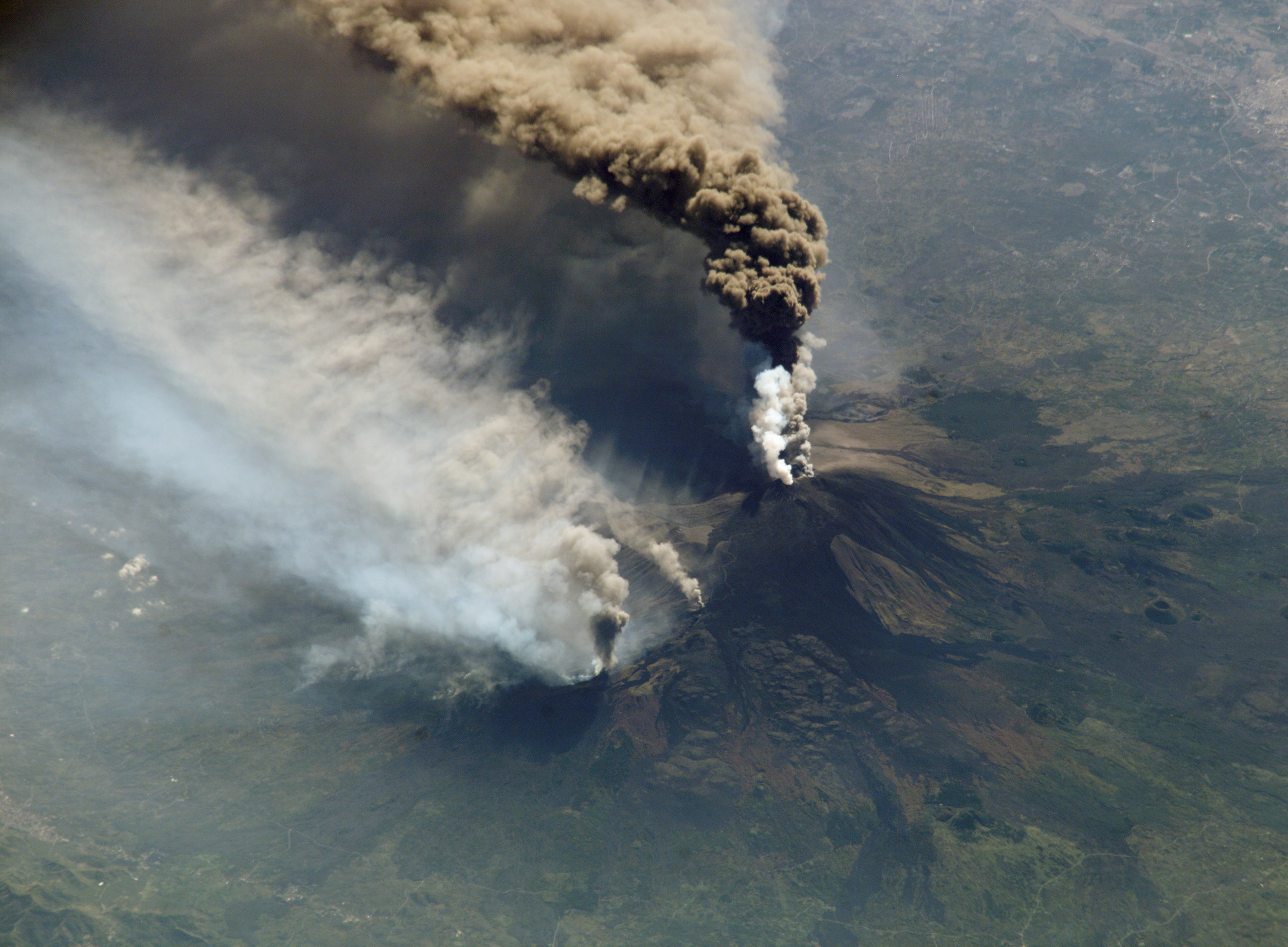
국제우주정거장에서 촬영한 에트나산의 대규모 분화 모습

10년 화산 프로젝트에 유엔 자금이 지원될 수 있을 것이란 희망이 실혀노디지 않았고, 대신 다양한 단체에서 자금을 지원받았다. 예를 들어 멕시코 과학과 민방위 기관이 주로 멕시코 과학자와 몇몇 해외 연구진을 위해 콜리마 화산 연구에 자금을 지원했고, 프랑스-인도네시아 및 독일-인도네시아 양자간 연구계획을 통해 므라피산 연구가 진행되었으며 유럽연합이 유럽 내 화산의 여러 연구를 지원했다.
대부분의 국가 혹은 양자간 자금 지원에서는 보통 지원이 없기 때문에 자금 지원이 없는 한 대부분 필리핀과 인도네시아, 멕시코, 과테말라, 콜롬비아, 태평양과 대서양의 여러 개발도상국의 다양한 10년 화산 프로젝트간 과학자와 민방위 기관 간 교류가 주를 이룬다. 개발도상국의 과학자와 민방위 기관은 선진국 과학자의 경험보다 서로의 경험에 공감하는 경우가 더 많다. 또한 화산 위기를 겪은 민방위 기관은 현지 또는 해외 과학자보다 현지의 민방위 기관 입장에서 훨씬 더 신뢰가 높다.

## 성과
프로그램이 시작된 이후 10년 화산 프로젝트는 화산 활동 예측과 재해 완화에 여러 성공을 거두었다. 가장 주목할 만한 사례 중 하나는 1992년 에트나산의 용암류를 성공적으로 전환시킨 것이다. 용암류는 자페라나 마을을 위협하며 계곡 아래로 흐르는 길에 놓인 여러 장벽을 넘어섰다. 과학자들과 민방위 지도자들은 더 높은 곳에서 용암류를 막아보기로 결정했고, 용암류가 뿜어져나오는 용암 동굴의 하늘에 뚫린 천공에 큰 콘크리트 블록을 떨어뜨렸다. 이를 통해 용암을 막아 용암류는 자페라나에 미치지 못하고 멈췄다.
이 프로그램은 10년 화산으로 지정되기 전에 매우 연구가 부족했던 화산들에 대한 지식을 크게 늘렸다. 갈레라스 화산의 분화 역사는 이전보다 훨씬 잘 확립되었고, 탈 화산에서는 폭발적 분화를 유발하는 물의 중요성이 밝혀졌다.
향후 분화로 인해 발생할 수 있는 재해를 완화하기 위해 취해진 조치에는 레이니어산 인근 지역의 새로운 개발 전 지질학적 위험 평가를 요구하는 새 법률 제정, 탈 칼데라의 고밀도 주택 개발 제한, 베수비오산 분화 시 영향을 받을 수 있는 나폴리 일부 지역에 대한 대피 계획 수립 등이 있다.

## 문제점
많은 10년 화산 연구를 통해 인근 정착지 주민들이 직면한 위험이 분명히 줄어들었지만, 일부 10년 화산의 분화는 이 프로그램이 직면한 어려움을 보여주었다. 10년 화산으로 지정되기 직전에 시작된 일본 운젠산의 분화는 집중적으로 모니터링되었지만, 그럼에도 불구하고 대규모 화쇄류가 발생해 3명의 화산학자를 포함해 43명의 목숨을 앗아갔다.
이후, 1993년 콜롬비아 파스토 시에서 열린 10년 화산 회의는 재앙으로 끝났다. 참석 과학자 몇 명이 갈레라스 화산 분화구로 즉흥적인 탐사를 나섰다. 정상에 있는 동안 예기치 못한 분화로 6명의 과학자와 3명의 관광객이 사망했다.
일부 10년 화산 인근의 소요사태나 사회 급변 또한 프로그램에 지장을 주었다. 과테말라 내전은 1996년 휴전이 선언될 때까지 산타마리아산 연구에 영향을 미쳤고, 콩고 민주 공화국에서 계속되는 내전은 니라공고산 연구를 방해했다. 또한 전반적으로 화산 연구를 위한 부족한 자원은 프로그램들이 제한된 자금을 놓고 경쟁하게 만들었다.

## 목록
아래는 10년 화산에 등재된 16개 화산의 목록이다.
| 화산                         | 해발고도                                                             | 지역                          | 국가             | 위협 인구                | 알려진 마지막 분화                           | 영향 지역/선정 이유 |
| ---------------------------- | -------------------------------------------------------------------- | ----------------------------- | ---------------- | ------------------------ | -------------------------------------------- | --- |
| 아바친스키산-코략스카야 화산 | 2,741 m (8,993 ft) (아바친스키산) 3,456 m (11,339 ft) (코략스카야산) | 캄차카 변경주                 | 러시아           | 179,367 (2021년 추정)    | 2001년 (아바친스키산), 2009년 (코략스카야산) | 화산이 페트로파블롭스크캄차츠키와 매우 근접함 |
| 콜리마 화산                  | 3,820 m (12,533 ft)                                                  | 콜리마주/ 할리스코주          | 멕시코           | 770,000 (2019년 추정)    | 2019년                                       | 콜리마주 전체를 포괄함 |
| 갈레라스 화산                | 4,276 m (14,029 ft)                                                  | 나리뇨주                      | 콜롬비아         | 1,630,000 (2018년 추정)  | 2014년                                       | 나리뇨주 전체를 포괄함 |
| 마우나로아산                 | 4,169 m (13,678 ft)                                                  | 하와이                        | 미국             | ?                        | 2022년                                       | 하와이 제도의 활화산 중 가장 큰 화산이다. 화산 아래쪽은 여러 방향으로 뻗어 있지만 힐로 방향이 가장 위험하다. |
| 에트나산                     | 3,326 m (10,912 ft)                                                  | 시실리섬                      | 이탈리아         | 1,100,000                | 2013년~현재                                  | 카타니아 대도시 전체가 대기오염과 화산재구름의 영향으로 대체로 흐리다. 용암류와 VEI 3급의 분화가 가능하다. |
| 므라피산                     | 2,910 m (9,547 ft)                                                   | 중앙자와주/ 욕야카르타 특별주 | 인도네시아       | 5,050,000 (2019년 추정)  | 2024년                                       | 욕야카르타 특별주 전체와 클라텡현을 포괄한다. |
| 니라공고산                   | 3,470 m (11,385 ft)                                                  | 북키부주                      | 콩고 민주 공화국 | 2,000,000                | 2021년 5월 22일~현재                         | 대도시 고마는 수십년간 인구조사가 없었다. 용암이 매우 유동적이고 빠르게 움직인다고 알려져 있다. 2021년 5월 분화(VEI 0~2)로 32명이 사망하고 수천명이 부상을 입었다. 현재도 지진 활동이 모니터링되고 있지 않다. |
| 레이니어산                   | 4,392 m (14,409 ft)                                                  | 워싱턴주                      | 미국             | 795,000 (2010년)         | 1894~1895년 (소규모 분화)                    | 피어스군 전체를 포괄하며 시애틀도 잠재적 위험 범위에 들어간다. 레이니어산은 캐스캐이드 화산대에서 가장 빙하가 많이 쌓인 성층화산이다. 산 아래 사방으로 펼쳐진 계곡으로 거대한 라하르가 분출될 수 있다. 산사태형 라하르와 눈 녹은 라하르가 모두 있었다고 알려져 있다. 미국 지질조사국(USGS)은 레이니어산을 미국에서 가장 위험한 화산으로 보고 있다. |
| 베수비오산                   | 1,281 m (4,203 ft)                                                   | 캄파니아주                    | 이탈리아         | 3,085,000                | 1944년 3월 17~23일, VEI 3                    | 나폴리 대도시권 전체가 위험에 포함되어 있다. 대규모 화쇄류로 인근 도시가 파괴되었다는 오래된 역사 기록이 있다. 서기 79년 VEI 5급의 화산 분화로 헤르쿨라네움과 폼페이 도시 등이 파괴되었다. |
| 운젠산                       | 1,486 m (4,875 ft)                                                   | 나가사키현/ 구마모토현        | 일본             | 1,320,000 (2019년 추정)  | 1995년                                       | 나가사키현의 여러 쓰나미 위험이 있다. |
| 사쿠라지마                   | 1,117 m (3,665 ft)                                                   | 가고시마현                    | 일본             | 1,470,000 (2019년 추정)  | 2022년                                       | 아마미 제도를 제외한 가고시마현 전체를 포괄 |
| 산타마리아산                 | 3,772 m (12,375 ft)                                                  | 케트살테낭고주                | 과테말라         | 1,127,000 (2018년 추정)  | 2013년 8월 23일                              | 케트살테낭고주 및 레탈룰레우주 전체를 포괄 |
| 산토리니 (티라섬)            | 367 m (1,204 ft)                                                     | 남에게주                      | 그리스           | ?                        | 1950년                                       | 훨씬 더 컸던 산토리니섬 전체를 포괄한다. 기원전 1646년경 당시 테라섬이라 불렀던 산토리니에서 1880년 크라카토아산을 뛰어넘는 거대 분화가 발생했다. 현재는 하나의 섬이었던 것이 칼데라가 수면 아래로 가라앉아 3개의 섬으로 찢어졌다. 쓰나미 위협도 있으며 기원전 1646년경 분화시 쓰나미 기록이 남아 있다.                                            |
| 탈 화산                      | 311 m (1,020 ft)                                                     | 칼라바르손 지방               | 필리핀           | 24,393,000 (2020년 추정) | 2021년                                       | 바탕가스주, 카비테주, 메트로 마닐라, 라구나주 전체를 포괄 |
| 테이데봉                     | 3,715 m (12,188 ft)                                                  | 카나리아 제도                 | 스페인           | 900,000                  | 1909                                         | 테네리페섬 전체를 포괄하며 쓰나미 위협도 있다. |
| 울라운산                     | 2,334 m (7,657 ft)                                                   | 동뉴브리튼주 / 서뉴브리튼주   | 파푸아뉴기니     | ?                        | 2023년 11월                                  | ? |